# Рисиульф
Рисиульф (Ризнульф; лат. Risiulfus; ср.-греч. Ρισιουλφος; VI век) — претендент на престол Лангобардского королевства из династии Летингов.

## Биография
Рисиульф известен из единственного раннесредневекового исторического источника — «Войны с готами» Прокопия Кесарийского.
Происхождение Рисиульфа достоверно не известно: по одним данным, он был сыном правителя лангобардов Тато, по другим — его внуком. Вероятно, около 511 года Тато был убит своим близким родственником Вахо, ставшим королём. Согласно обычаям лангобардов, Рисиульф должен был после смерти Вахо (своего двоюродного брата или дяди) занять престол. Однако новый король оклеветал его перед лангобардскими старейшинами и с их согласия изгнал Рисиульфа из своих владений. Наследником же престола был объявлен малолетний сын Вахо Вальтари.
С немногими приверженцами Рисиульф немедленно покинул Лангобардское королевство, найдя приют у «варнов» (по одному мнению, это были жившие неподалёку варины, по другому — обитавшие где-то вблизи Балтийского моря варны). Однако вскоре в нарушение обычаев гостеприимства он был ими убит. Убийство Рисиульфа организовал Вахо, подкупивший варнов щедрыми дарами.
По свидетельству Прокопия Кесарийского, у Рисиульфа было два сына: один умер от болезни, а другой, Хильдигис, оспаривал лангобардский престол у короля Аудоина. Однако в трактате «Происхождение народа лангобардов» и «Истории лангобардов» Павла Диакона Хильдигис назван сыном короля Тато.